# Митчелл, Эдвард Пейдж
Эдвард Пейдж Митчелл (англ. Edward Page Mitchell; 24 марта 1852 года, Бат — 22 января 1927 года, Нью-Лондон) — американский журналист и писатель, один из ранних представителей жанра научной фантастики.

## Биография
Родился в городе Бат, штат Мэн, в возрасте 8 лет вместе с родителями переехал в Нью-Йорк, где семья Митчеллов жила в доме на Пятой авеню, напротив места, где впоследствии разместилось отделение Нью-Йоркской публичной библиотеки.
В 1863 году, во время бунтов в Нью-Йорке, отец Митчелла перевёз семью в Тар, штат Северная Каролина. В период проживания в Таре, 14-летний Эдвард опубликовал в газете The Bath Times свои заметки, которые стали первыми его журналистскими публикациями.
В 1872 году, когда Митчелл ехал на поезде из Боудин-колледжа в Бат, ему в левый глаз попал уголёк из паровозной трубы. Несколько недель врачи пытались спасти Эдварду зрение, но в это время его правый, здоровый глаз подвергся так называемой симпатической офтальмии, и Митчелл ослеп на оба глаза. В конце концов врачам удалось вернуть зрение его левому глазу, но правый спасти не удалось, впоследствии его извлекли и вместо него поставили стеклянный протез. Восстанавливаясь после этой операции, Митчелл написал свой первый фантастический рассказ Тахипомпа, который опубликовал анонимно в газете Scribner’s Monthly в январе 1874 года (полный вариант произведения был впоследствии опубликован в газете Sun).
Митчелл начал карьеру профессионального журналиста в бостонской газете Daily Advertiser, где его наставником был Эдвард Эверетт Хейл, один из американских писателей-фантастов периода становления жанра, а с 1875 года Митчелл работал в нью-йоркской газете The Sun, где проработал в общей сложности 50 лет, пройдя путь от репортёра до главного редактора. На протяжении всей жизни Митчелл проявлял интерес к паранормальным явлениям, ряд его публикаций посвящён этой тематике, в частности, привидениям. Некоторое время Митчелл поддерживал приятельские отношения с русской оккультисткой Еленой Блаватской, но впоследствии счёл её шарлатанкой. Среди коллег Митчелла в газете The Sun был редактор ночного выпуска, популяризатор науки и писатель-фантаст Гарретт Сервисс.
В 1874 году Митчелл женился на Энни Сьюэлл Уэлч, в браке у них было четверо сыновей. В первые годы работы Эдварда в The Sun Митчеллы жили в квартире на Мэдисон-авеню. Рост семьи и дороговизна жилья в центре Нью-Йорка вынудили Митчеллов переехать в городок Глен-Ридж, штат Нью-Джерси, расположенный в 30 километрах от Нью-Йорка, где они прожили много лет. Митчеллы переехали в Глен-Ридж, когда он был малонаселенным местом и способствовали росту его популярности в качестве места жительства.
В 1897 году, после смерти редактора Чарльза Дана, Митчелл стал одним из редакторов газеты The Sun, а в 1903 — её главным редактором. В 1912 году, после смерти первой жены, он женился на Аде Берроуз, в этом браке у него родился пятый сын. Митчелл вышел в отставку в 1926 году, и через год скончался от кровоизлияния в мозг, похоронен в Глен-Ридж.

## Творчество
С декабря 1874 по январь 1886 года Митчелл опубликовал в газете The Sun 29 небольших научно-фантастических рассказов. В своих произведениях Митчелл значительно раньше других фантастов описал многие фантастические технологии и предметы: так, уже в первом своём рассказе «Тахипомпа» (1874) он описал путешествие со сверхсветовой скоростью, в рассказе «Прозрачный человек» (1881) описал человека-невидимку за 16 лет до появления романа Герберта Уэллса, в рассказе «Часы, которые шли назад» (1881) описывает путешествие во времени — за 14 лет до выхода «Машины времени» того же Уэллса, в рассказе «Самый умный человек в мире» (1879) описывает гибрид человека и мыслящей машины (по сути дела, киборга), в рассказе «Человек без тела» (1877) вводит в фантастику идею телепортации, а произведение «Обмен душами» (1877) содержит одно из первых описаний загрузки сознания.
Произведения Митчелла зачастую содержат по нескольку фантастических идей или технологий. Например, в рассказе 1879 года «Дочь сенатора», действие которого происходит в 1937 году, содержится несколько смелых прогнозов в отношении будущих технологий, включая путешествие по пневматической трубе, электрическое отопление, печатание на дому газеты, переданной с помощью электричества, пищевые таблетки-концентраты, международное радиовещание, а также погружение живых людей в анабиоз, путём замораживания (крионика). Рассказ также содержит несколько социальных прогнозов, включая право голоса для американских женщин, войну между США и Китаем (заканчивающуюся победой Китая) и межрасовые браки.
По оценкам литературоведов, на творчество Митчелла оказали значительное влияние произведения Эдгара По, в частности, такая черта, как присвоение персонажам «игривых» имён (например, «профессор Dummkopf» в рассказе «Человек без тела»).
Произведения Митчелла публиковались исключительно в газетах и не издавались в виде отдельных книг, поэтому вскоре были забыты. Лишь в 1970-х годах благодаря усилиям американского писателя и историка фантастики Сэма Московица был составлен и издан в 1973 году сборник рассказов Э. Митчелла «Прозрачный человек» (англ. The Crystal Man). Московиц в своих работах именовал Митчелла «потерянным гигантом американской научной фантастики».
На русском языке произведения Митчелла практически не издавались, лишь в 2013 году в Иерусалиме на русском языке вышел его сборник под названием «Спектроскоп души».

## В массовой культуре
В 1991 году актёр Эд Аснер сыграл роль Митчелла в телесериале «Да, Вирджиния, Санта Клаус есть на самом деле» (англ. Yes, Virginia, there is a Santa Claus), поставленному по мотивам знаменитой редакционной статьи «Есть ли Санта-Клаус?». которая появилась в газете The Sun, когда Митчелл был её редактором.